# 吕根岛
吕根岛（德語：Rügen, 發音：[ˈʁyːɡn̩] ⓘ）是德国最大的岛屿，位于德国东北部的波罗的海，属于梅克伦堡-前波美拉尼亚州。吕根岛南北最长处为52千米，东西最宽处为41千米，总面积926平方千米，海岸线总长达574千米，有不计其数的海湾和半岛。吕根岛通过大桥与陆地上的汉萨同盟城市施特拉尔松德相连。
吕根岛和希登塞岛（Hiddensee）及其他一些小岛一同构成了吕根县，首府位于吕根岛上的吕根岛贝尔根（Bergen auf Rügen）。吕根岛由于它多样的海滨风貌和绵长的沙滩，成为旅游和度假的胜地。

## 地理
吕根岛由主岛，南部的楚达尔半岛和门希古特半岛，东北部的窄海德沙嘴和亚斯蒙德半岛，北部的沙伯沙嘴和维托半岛等组成。

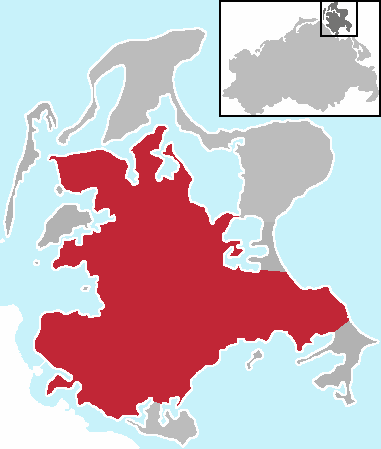
主岛

吕根岛南部由吕根浅海湾（格赖夫斯瓦尔德浅海湾的北部）组成，海湾西端是楚达尔半岛（Zudar），东侧的门希古特半岛（Mönchgut）延伸到波罗的海中。

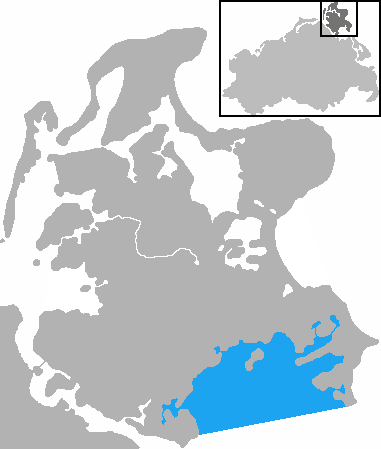
吕根浅海湾
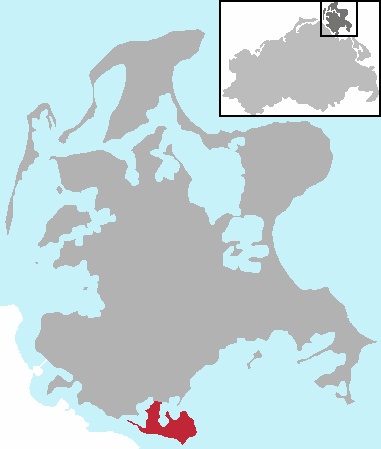
楚达尔半岛
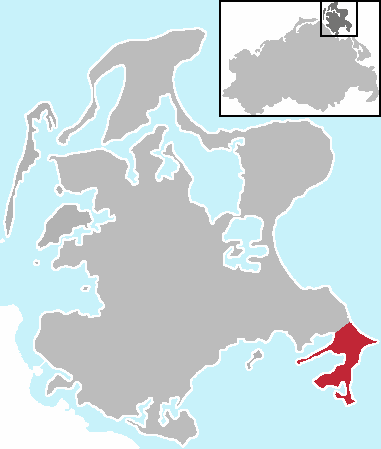
门希古特半岛

吕根岛东北部是亚斯蒙德半岛（Jasmund），通过9.5千米长、约2千米宽的沙嘴地形与吕根岛的主岛相连，这条被称为“窄海德”（Schmale Heide）的沙嘴也隔开了小亚斯蒙德湾（Kleiner Jasmunder Bodden）和邻波罗的海的普罗勒维克湾。亚斯蒙德半岛上的皮克山（Piekberg）海拔161米，是吕根岛的最高点，一座高达119米的被称为“国王宝座”（Königsstuhl）的白垩石（Kreidefelsen）是吕根岛的标志。

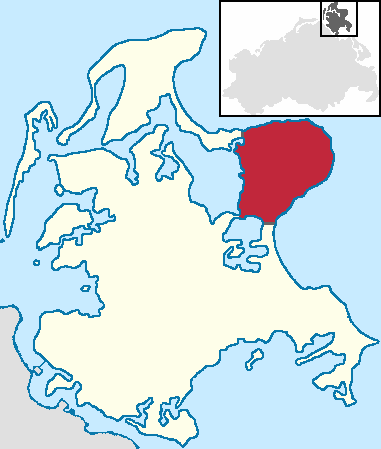
亚斯蒙德半岛
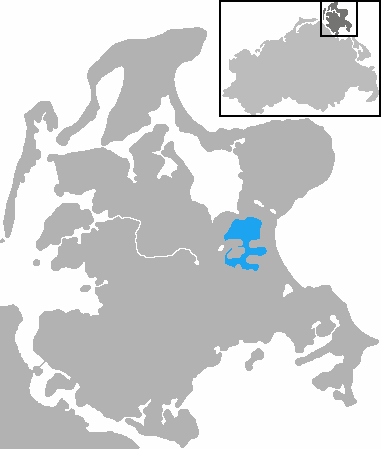
小亚斯蒙德湾
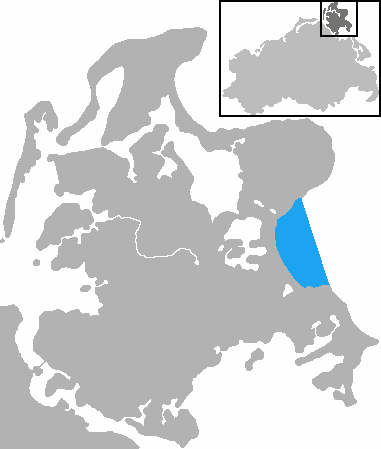
普罗勒维克湾

亚斯蒙德半岛的北部由另一条被称为“沙伯”（Schaabe）的沙嘴与维托半岛（Wittow）相连，并隔开了大亚斯蒙德湾（Großer Jasmunder Bodden）和波罗的海的特龙佩·维克海湾（Tromper Wiek）。

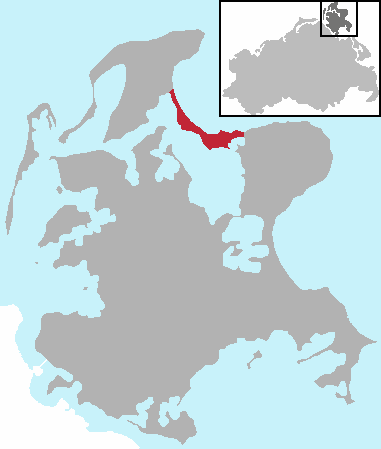
沙伯沙嘴
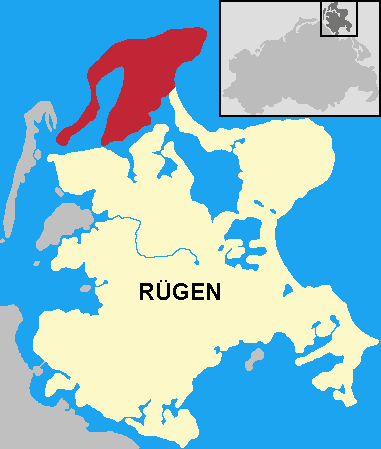
维托半岛
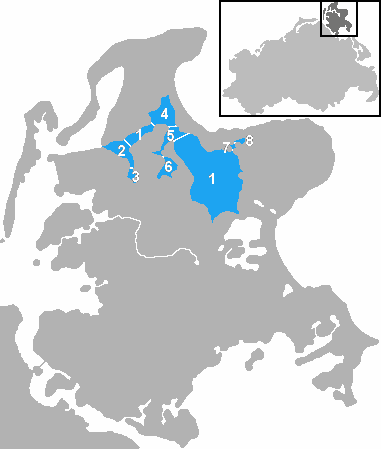
大亚斯蒙德湾
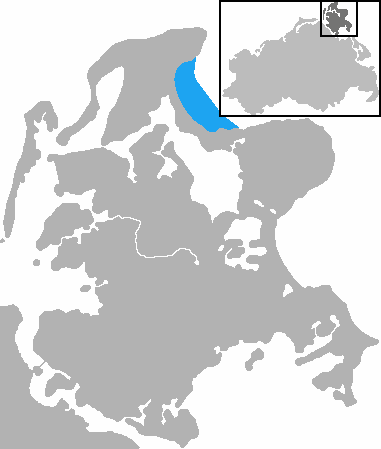
特龙佩·维克海湾

吕根岛中部是低矮的丘陵，土地十分富饶和多产，主要发展谷物和甘蓝类蔬菜种植等农业。吕根岛的西北面和西面有希登塞岛（Hiddensee）、乌曼茨岛（Ummanz）和其他一些小岛屿。

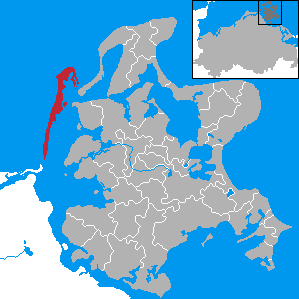
希登塞岛
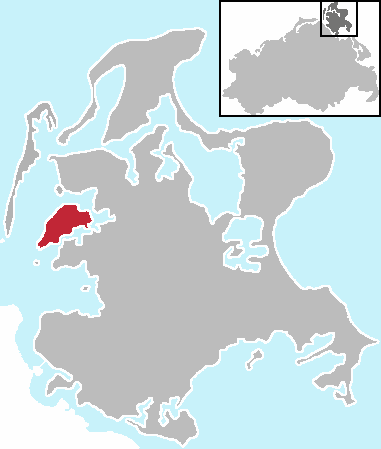
乌曼茨岛

## 旅游

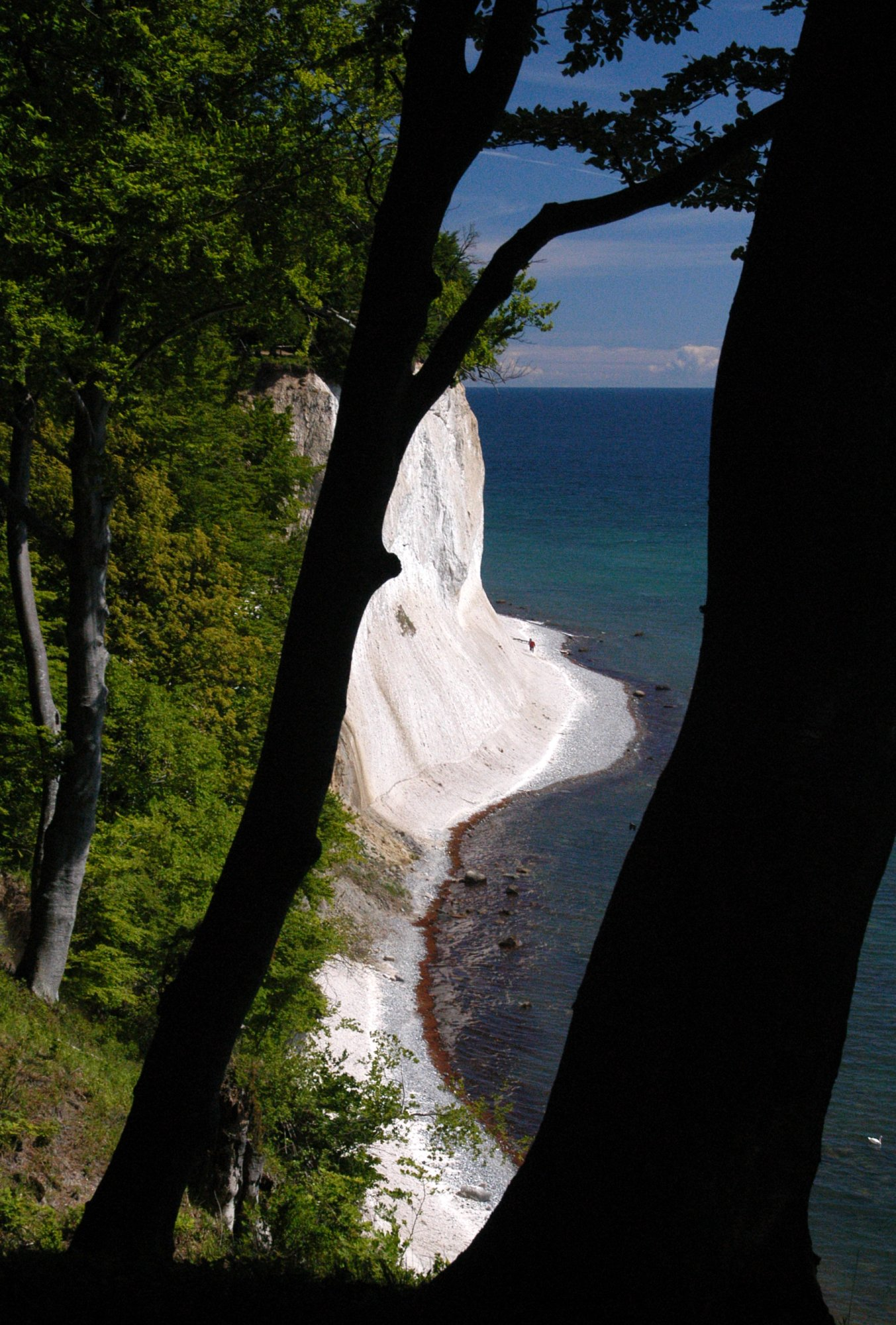
吕根岛上的白垩岩海岸

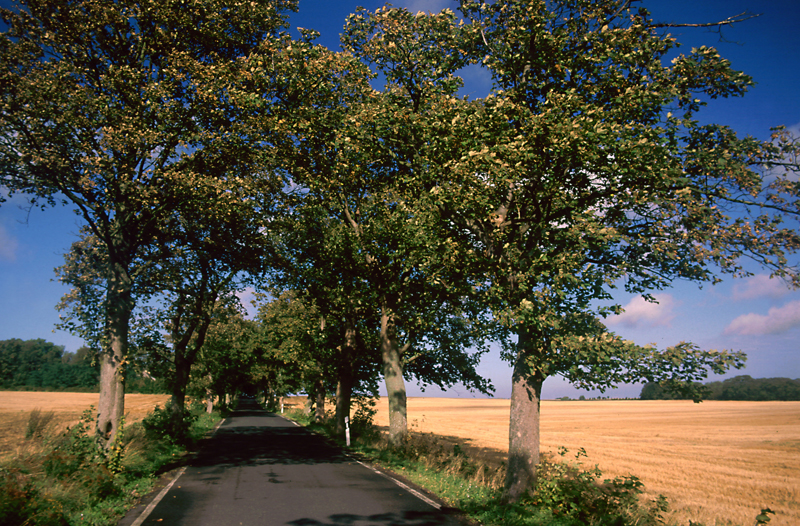
吕根岛上典型的林荫大道

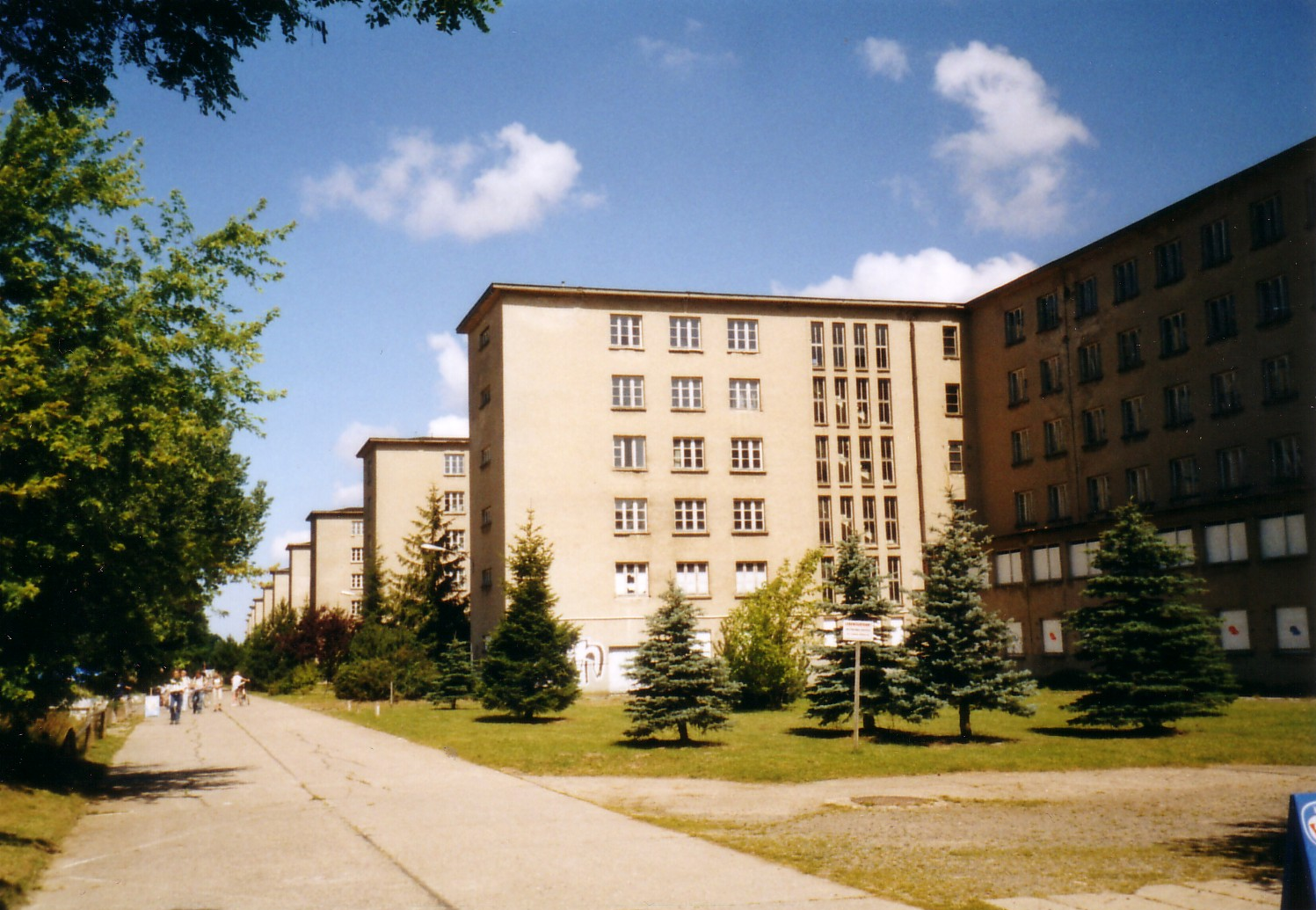
"Koloss von Prora"，普洛拉的巨像

吕根岛是德国的旅游胜地之一，占据了梅克伦堡-前波美拉尼亚州旅游业的约四分之一，大部分游客选择在4月和10月之间前往吕根岛，旅游旺季是6月至8月，冬季也不乏度假游客。吕根岛上最重要的海滨浴场和疗养度假地包括宾茨（Binz）、塞林（Sellin）和格伦（Göhren），萨斯尼茨（Sassnitz）是德国国家级的疗养地。吕根岛独特的自然和文化风光也吸引着游客，骑自行车、步行或驾驶帆船寻访整个岛屿，除了阿尔科纳（Arkona）海岬、白垩岩、普洛拉海滨浴场、格拉尼茨（Granitz）狩猎宫等经典景点和普特布斯市的经典建筑外，拉尔斯维克镇（Ralswiek）的施特特贝克节日庆典（Störtebeker-Festspiele）每年6月底至9月初在大亚斯蒙德湾举行，是德国最成功的露天剧院之一。

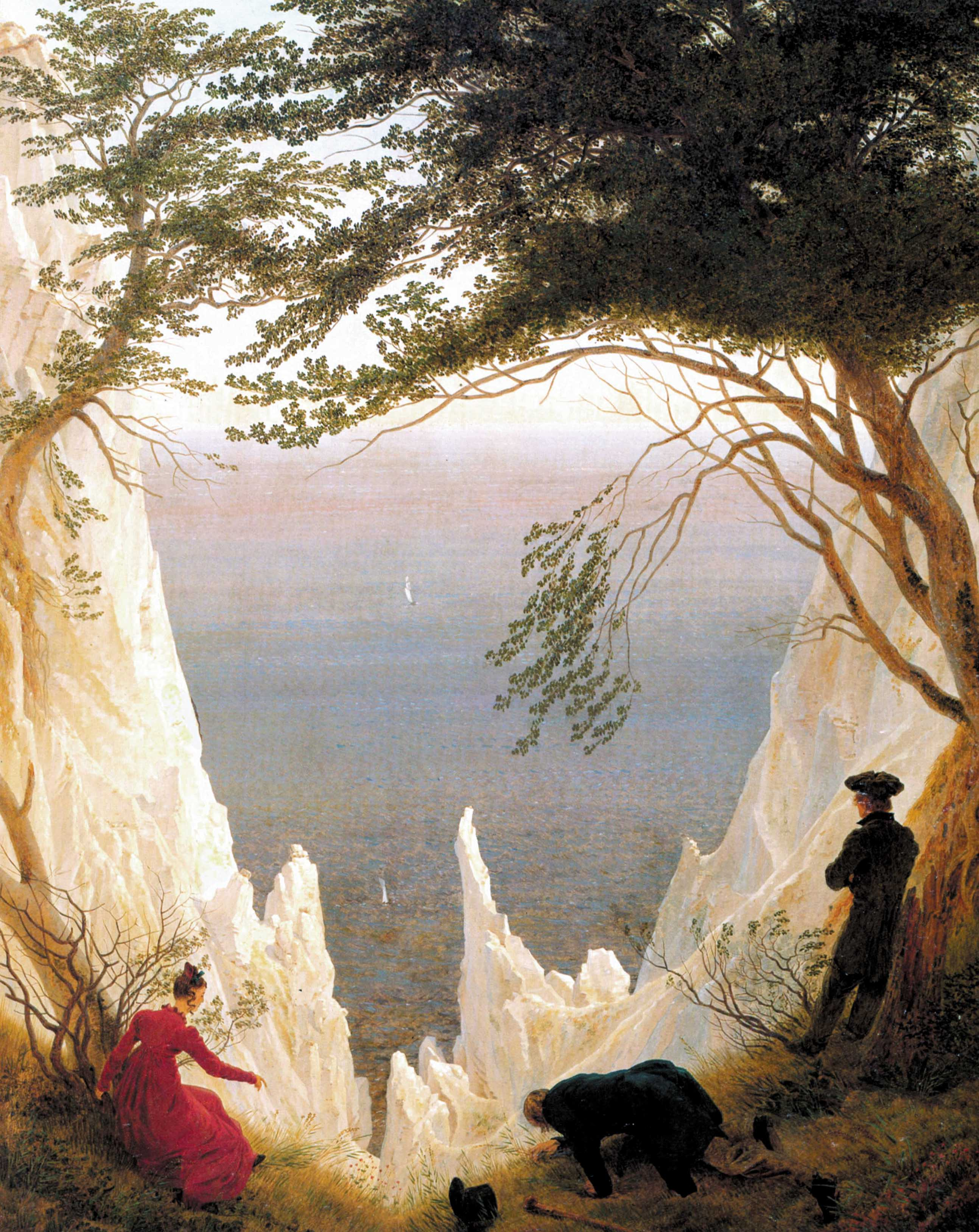
《吕根岛上的白垩岩》，卡斯帕·大卫·弗里德里希作于1818年

在亚斯蒙德半岛上坐落着亚斯蒙德国家公园，它包含施图布尼茨（Stubnitz）森林和著名的白垩岩。吕根岛西海岸和浅海湾属于前波美拉尼亚浅海湾风景国家公园。德国浪漫主义画家卡斯帕·大卫·弗里德里希曾在1818年作画《吕根岛上的白垩岩》（Kreidefelsen auf Rügen）。
白垩石是吕根岛的一个重要旅游品和出口商品，由于它的巨大经济意义，也被称为“吕根岛的白金”（Weiße Gold von Rügen）。
吕根岛也是长达2500千米的德国林荫大道之路（Deutsche Alleenstraße）的起点。
吕根岛上还有著名的纳粹遗留建筑普洛拉度假村。

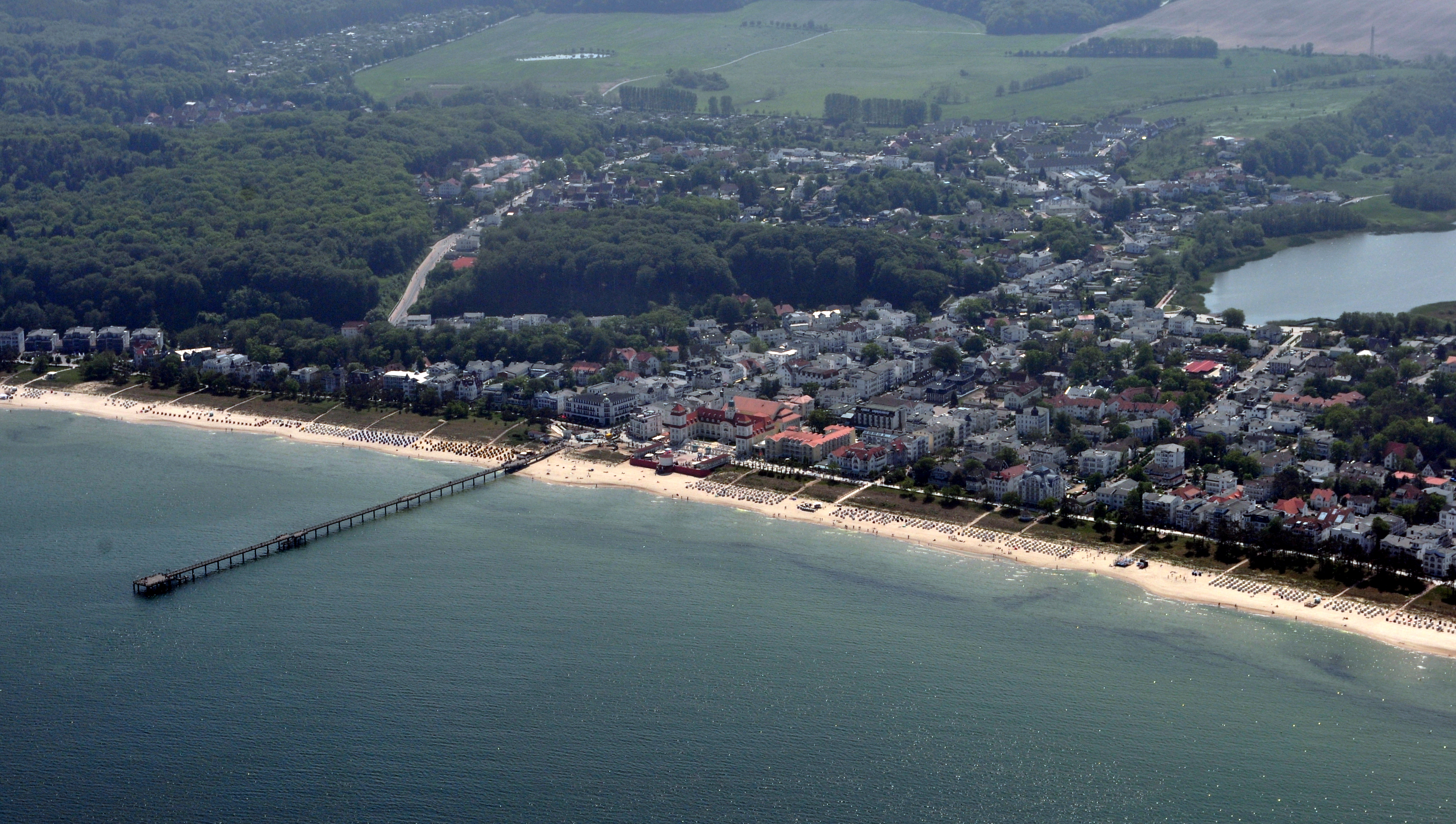
宾茨 (Binz)
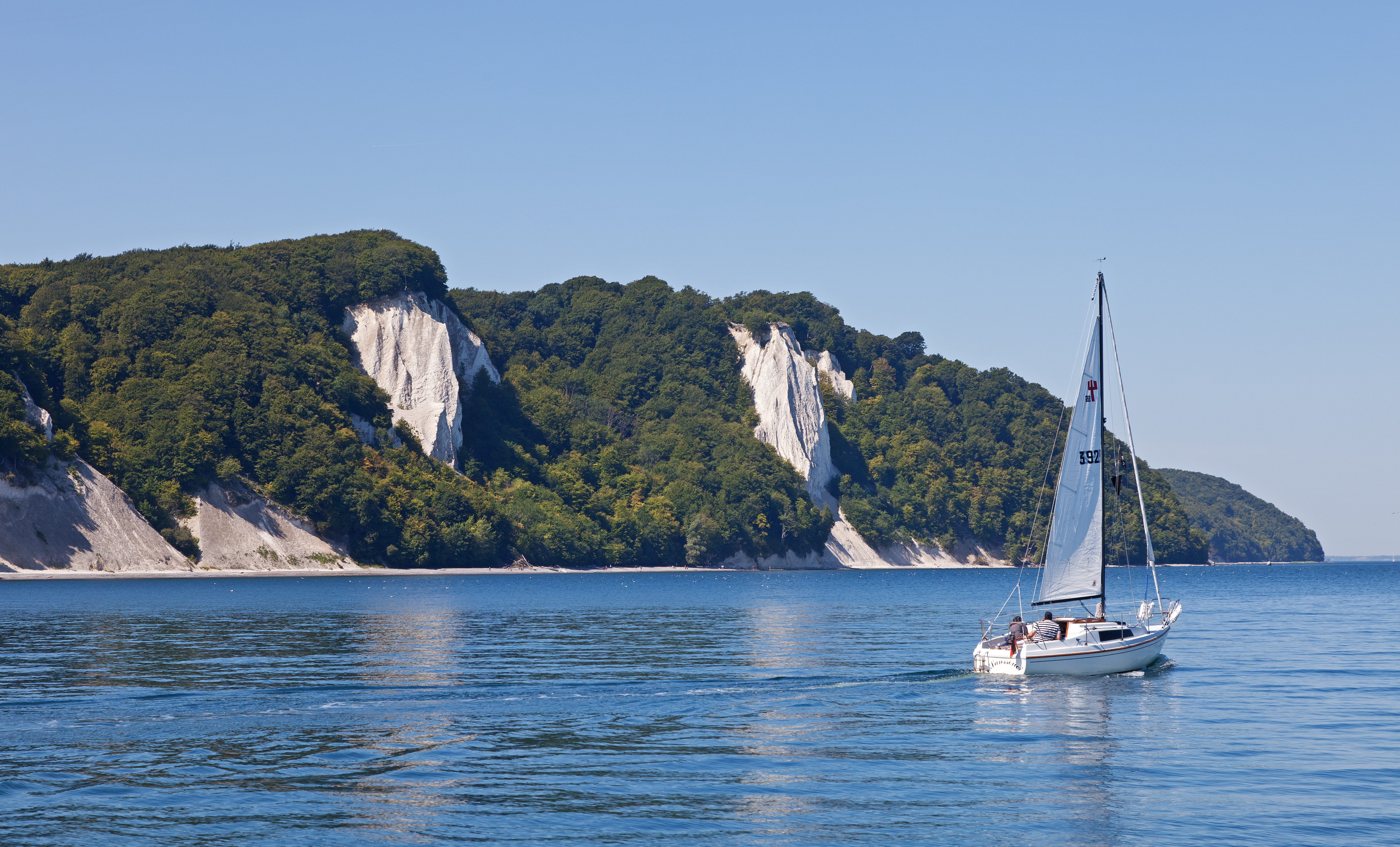
亞斯蒙德國家公園 (Nationalpark Jasmund)
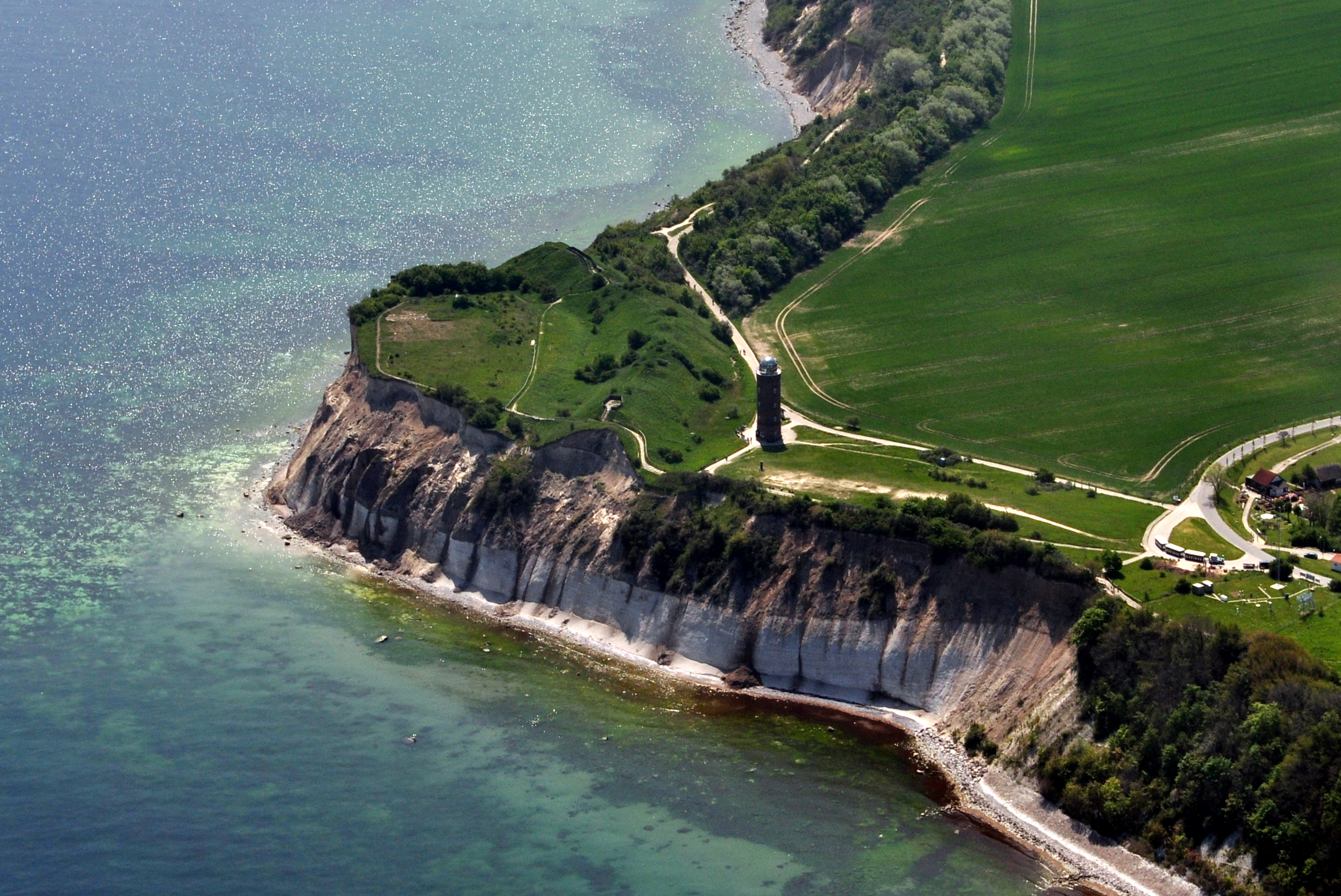
阿科纳角 (Kap Arkona)